# Droga magistralna M2 (Białoruś)
Droga magistralna M2 (biał. Магістраль М2, ros. Магистраль М2) – trasa szybkiego ruchu na terenie Białorusi. Bieg swój zaczyna w Mińsku i podąża w kierunku północno-wschodnim, w stronę Portu lotniczego „Mińsk”.